# Franz Erwein
Franz Erwein (* 13. Oktober 1823 in Lambichl bei Klagenfurt; † 14. März 1891 ebenda) war ein österreichischer Apotheker, Bürgermeister von Klagenfurt und Landtagsabgeordneter.

## Biographie
Franz Erwein begann eine Lehre in der Bärenapotheke in St. Veit an der Glan und kaufte später eine eigene Apotheke in Bleiberg. Nach dem Tod seiner Mutter zog er zu seinem unverheirateten Bruder und Landeshauptmann Joseph Erwein nach Klagenfurt in die Bahnhofstraße Nr. 3 und kaufte dort die Engelapotheke.
1873 wurde er Gemeinderat, 1880 bis 1887 Vizebürgermeister und rechte Hand von Gabriel von Jessernig, gleichzeitig war er Landtagsabgeordneter, 1874 bis 1880 Kurator und bis 1891 Direktor der Kärntner Sparkasse.
1887 wurde er zum Bürgermeister gewählt. In seiner dreijährigen Amtszeit wurden der Rainerhof und das Marianum gebaut, es entstand die Wörthersee-Süduferstraße, die ersten Arbeiterwohnungen wurden errichtet, Bürgersteige aus Pörtschacher Marmor und Übergänge angelegt und viele Straßen gepflastert. Die 134 Klagenfurter Fiaker erhielten ein amtliches Kennzeichen. Dem wirtschaftlichen Wohlstand stand jedoch gleichzeitig eine ungewöhnlich hohe Jugendkriminalität gegenüber.
Der schwer von Krankheit gezeichnete Franz Erwein lehnte 1890 eine Wiederwahl ab und verstarb bereits ein Jahr später in Klagenfurt.

## Belege
- Eduard Skudnigg: Die freigewählten Bürgermeister von Klagenfurt. In: Gotbert Moro (Hrsg.): Die Landeshauptstadt Klagenfurt. Aus ihrer Vergangenheit und Gegenwart. Band 2. Klagenfurt 1970, S. 309.
- Bürgermeister seit 1850 auf der Website der Stadt Klagenfurt

| Vorgänger             | Amt                                    | Nachfolger     |
| --------------------- | -------------------------------------- | -------------- |
| Gabriel von Jessernig | Bürgermeister von Klagenfurt 1887–1890 | Franz Glöckner |

| Personendaten    | Personendaten                                                                  |
| ---------------- | ------------------------------------------------------------------------------ |
| NAME             | Erwein, Franz                                                                  |
| KURZBESCHREIBUNG | österreichischer Politiker, Bürgermeister von Klagenfurt, Landtagsabgeordneter |
| GEBURTSDATUM     | 13. Oktober 1823                                                               |
| GEBURTSORT       | Klagenfurt am Wörthersee                                                       |
| STERBEDATUM      | 14. März 1891                                                                  |
| STERBEORT        | Klagenfurt am Wörthersee                                                       |